# Bistum Matelica
Das in Italien gelegene ehemalige Bistum Matelica entstammte dem 5. Jahrhundert und wurde am 8. Juli 1785 mit dem Bistum Fabriano vereinigt.